# Gaston Cotte
 (juin 2020).
Si vous disposez d'ouvrages ou d'articles de référence ou si vous connaissez des sites web de qualité traitant du thème abordé ici, merci de compléter l'article en donnant les références utiles à sa vérifiabilité et en les liant à la section « Notes et références ».
Pour les articles homonymes, voir Cotte.
Gaston Cotte, né le 14 novembre 1879 à Lyon où il est mort le 3 janvier 1951, est un chirurgien français. 

## Biographie
Second de 4 enfants, Gaston Léon Gratien Cotte naît le 14 novembre 1879 à Lyon. Son père, Léon Cotte (1843-1917) est négociant en soieries, tout comme son grand-père l'avait été, après avoir exercé le métier de percepteur, dans l'Isère. Sa mère Sophie Pirjantz (1854-1943) est d’origine turc (Smyrne). Son frère, Albert Cotte (1878-1954) était un célèbre marchand de soie, époux de Jeanne Perriollat, la sœur de Louise.
En 1897, il entre à la Faculté des Sciences du quai Claude-Bernard
En 1906, il épouse Louise Perriollat.
Pendant la première partie de sa carrière il se consacra à la chirurgie générale, surtout du foie et des voies biliaires, et aussi à la chirurgie osseuse, comme l'exigeait la guerre à ce moment. Puis, peu à peu, il s'orienta vers la gynécologie, spécialité dans laquelle il a été l'un des créateurs de la chirurgie conservatrice, notamment dans les syndromes douloureux, pour le traitement desquels il a imaginé une intervention nouvelle, la section du nerf présacré, qui, sous le nom d'opération de Cotte, a fait fortune. Les résultats éloignés et les indications de cette intervention ont été étudiés par lui dans un livre consacré aux troubles fonctionnels de l'appareil génital de la femme, dont il a paru plusieurs éditions. Il a encore appliqué des méthodes conservatrices dans la cure des myomes utérins. L'idée maîtresse de Cotte est d'avoir compris le rôle du sympathique pelvien.
Entre 1914 et 1918, durant la Grande Guerre, il pratique la chirurgie à ciel ouvert.
En 1915, il est envoyé à l'Hôpital du Grand-Palais, à Paris, faire de la chirurgie osseuse réparatrice, puis, en mai 1917, à Salonique comme chirurgien consultant de l'Armée d'Orient.
Il est élevé au grade de Chevalier de la Légion d'Honneur le 31 décembre 1918, alors qu'il était médecin-major de 1re classe territoriale en hôpital temporaire. Il est également décoré de La Croix de guerre.
En 1919, agrégé depuis 1913, il est nommé Chirurgien des Hôpitaux.
Gaston Cotte est décédé à Lyon en 1951, à l'âge de 71 ans.

## Postérité
Une rue de Lyon porte son nom.